# サイレントデバッガーズ
『サイレントデバッガーズ』 (Silent Debuggers) は、1991年3月29日に日本のデータイーストから発売されたPCエンジン用アクションシューティングゲーム。
主人公を操作し、無人の大型貨物ステーション「ゲイン」の謎を解くために相棒の「レオン」と共に現地へ向かう内容となっている。音で敵を探知して捜索し倒していくというシステムを特徴としており、戦闘はファーストパーソン・シューティングゲームのような画面で行われる。
開発はデータイーストが行い、プロデューサーはファミリーコンピュータ用ソフト『ヘラクレスの栄光II タイタンの滅亡』（1989年）を手掛けた兼安時紀が担当、プログラムはメガドライブ用ソフト『ダーウィン4081』（1990年）を手掛けた笹本浩司が担当、音楽は酒井省吾、高濱祐輔の他、『ヘラクレスの栄光II タイタンの滅亡』を手掛けた岩崎正明、『探偵 神宮寺三郎 時の過ぎゆくままに…』（1990年）を手掛けた三浦孝史および鈴木雄司が担当している。
2007年にWii用ソフトとしてバーチャルコンソールにて配信された他、2017年にWindows用ソフトとしてプロジェクトEGGにて配信された。

## ゲーム内容

### システム
基本的にプレイ画面は主人公の一人称視点であり、用意された様々な銃器やアイテムを駆使して、敵を発見して攻撃するという、ファーストパーソン・シューティングゲームである。発売時期を考慮すればかなり先進的なシステムであり、また本作の大きな特徴として音により敵を探知して見つけて倒していくという独特のシステムがある。
ゲームクリア条件は、各階層にいるモンスターを全て倒す事となっており、それによって次の階層に進める。プレイヤーのエネルギーは2本のバッテリー・パックがあり、敵の攻撃を受けたりジャンプ・コマンドを使用すると消費する。現在装備中のバッテリーのゲージが無くなるとやられてしまい、やり直す度に時間が10分経過するペナルティがあるコンティニュー制である。
2層以降は、ストーリー上の関係で全階層を100分以内にクリアしなければならないという時間制限が設けられる。コンティニューのシステムによりやられても即ゲームオーバーにはならないが、繰り返しやられることで2回目以降のプレイではさらに緊迫感が増すというシステムになっている。
エンディングには続編への伏線を想起させる内容があったが続編は作られていない。

### 音による敵の感知
本作の最大の特徴は、音を使った索敵システムである。
サウンド・センサーは、ステレオの左右の音と強弱で距離と位置を測り、カラーセンサーがこれに連動して距離が近くなるにつれて青→黄→赤と点滅する。敵が有視界距離まで近づくと左右はサイド・アラートが、後ろはバックアラートが点滅と音で警告する。センサーの反応は敵との距離に比例してだんだん音の間隔が小さくなり、センサーの反応が警告音に変わると異形のエイリアンが奇声を発しながら襲い掛かってくる。モノラル環境でもプレイ可能だが左右の判別はできなくなる。
こうした音による恐怖感の演出は、後に斬新と言われ「音で探知」システムで高い評価を受けた『エネミー・ゼロ』（1996年）よりも5年ほど先行していた。

### その他
パスワード入力画面で「ワタ？イシ」と打ち込むと全ての敵が見えなくなり目視で確認ができなくなるというハードモードで遊べる。

## 設定

### ストーリー
外宇宙に進出した人類。高度に発展した法秩序をコンピュータの「システム」に例え、そこに生じた「バグ」を駆除し秩序を保つため、「デバッガー」と呼ばれる便利屋が存在していた。新人デバッガーである主人公は、様々な噂が取り巻く無人の大型貨物ステーション「ゲイン」の謎の解明に、相棒のレオンとともに向かう。

### 舞台
舞台は無人の貨物宇宙ステーションという無機質な施設内であり、基本的にステーション内を探索中は探知音と移動時の足音の効果音のみでBGMなどは流れない。これにより探知時の静と発見後の動の対比が恐怖を大きく演出している。貨物ステーションであるゲイン内部構造は、縦に1～6の階層になっており、中央にステーション全てを制御するコア・ブロックがエレベーターで上下に移動して各階層に繋がるシステムになっている。
コア・ブロック施設
コア・ブロックはステーションの各機能を制御する8ブロック（A～H）とあり、それらを制御するコンピュータ・ルームが中央にある構成。
- コンピュータールーム：中央にあるステーション制御ルーム（相棒のレオンがいる場所）
- Bブロック：電源コントロール・ルーム（ステーション内の照明の制御）
- Cブロック：バッテリーチャージ・ルーム（バッテリー補充設備）
- Fブロック：センサーコントロール・ルーム（サウンド・センサーを制御）
- Gブロック：ガンルーム（弾丸保管施設）
- A・D・E・Hブロック：切り離されても影響は無いが他のルームが狙われやすくなる

セキュリティシステム
緑色の敵モンスターはコア・ブロックの内部まで入り込む性質があり、各ブロックに長く居続けられるとコンピューターが自動的に危険だと判断し、制限値が100に達すると施設をブロックごと切り離してしまい、切り離されたブロックの各機能は以後使用不能となる。尚、使用不能になった各機能に対する救済措置はそれぞれ用意されているが（照明が落ちた場合は暗視装置を装備など）、プレイヤーはより不利な状況へと追い込まれる。

## 移植版
| No. | タイトル               | 発売日                                    | 対応機種 | 開発元         | 発売元                             | メディア                              | 型式 | 備考 |
| --- | ---------------------- | ----------------------------------------- | -------- | -------------- | ---------------------------------- | ------------------------------------- | ---- | ---- |
| 1   | サイレントデバッガーズ | 2007年6月26日 2007年7月16日 2007年7月20日 | Wii      | データイースト | ジー・モード ハドソン ジー・モード | ダウンロード （バーチャルコンソール） | -    |      |
| 2   | サイレントデバッガーズ | 2017年1月10日                             | Windows  | データイースト | D4エンタープライズ                 | ダウンロード （プロジェクトEGG）      | -    |      |

## スタッフ
- 企画：TDR WATANABE
- グラフィック：68000 ISIRO
- プログラマー：WORKS SASAMOTO（笹本浩司）
- サウンド：NYANKO SAKAI、SYOUGO（酒井省吾）、是政（岩崎正明）、ATOMIC TAKAFUMI（三浦孝史）、高濱祐輔、鈴木雄司
- テストプレイ：VERAGO NAKAMURA
- ディレクター：A.KAWAI
- プロデュース：兼安時紀

## 評価
- ゲーム誌『ファミコン通信』の「クロスレビュー」では、6・7・8・7の合計28点（満40点）となっており[11][7]、レビュアーからは、映画『エイリアン』（1979年）を例に出した上で「恐怖がモニターとスピーカーから溢れ出るアクションゲームだ」と称賛され、操作性に関しては「方向転換がヘンだけど、慣れれば大丈夫」などと肯定的に評価された[11]。

- その他のゲーム誌において、『月刊PCエンジン』では75・90・80・85・75の平均81点（満100点）、『マル勝PCエンジン』では9・7・7・7の合計30点（満40点）、『PC Engine FAN』の読者投票による「ゲーム通信簿」での評価は以下の通りとなっており、20.84点（満30点）となっている[2]。また、この得点はPCエンジン全ソフトの中で274位（485本中、1993年時点）となっている[2]。同雑誌1993年10月号特別付録の「PCエンジンオールカタログ'93」では、「敵の接近を色の変化と音で知らせる奇抜なアイデアがこのゲームの特徴だ」と紹介されている[2]。

| 項目 | キャラクタ | 音楽 | 操作性 | 熱中度 | お買得度 | オリジナリティ | 総合  |
| 得点 | 3.35       | 3.55 | 3.39   | 3.65   | 3.26     | 3.65           | 20.84 |

- ゲーム本『懐かしゲーム機大百科 PCエンジン完全ガイド 1987-1999』では、2面以降で制限時間が設けられる事やコンティニュー時に10分経過した事になる仕様、マップの一部が切り離されて移動エリアが制限される仕様などに関して「次第に追い込まれていく焦燥感はかなりのもの」と称賛された[1]。

- ムック本『GAMEぴあ』では「とにかく一人称に徹した画面とムード作りは傑作。とくにステーションのブロックが切り離されたり、電源が切れてしまったときの恐怖感は「エイリアン2」を彷彿とさせる。3D主観で行うゲームのなかでは、バランス的に最高の位置にある作品」と絶賛されている[12]。

## 関連作品
- ベルトロガー9（1996年）
元気より発売されたPlayStation用ソフト。ファーストパーソン・シューティングゲームであり、音感センサーや暗視装置や時間経過で自爆するフロア等があり、本作と同様のシステムが見受けられる。

- エネミー・ゼロ（1996年）
ワープより発売されたセガサターン用ソフト。エネミー・ゼロの売りである「音で探知」システムは、製作の飯野賢治本人が本作を参考にしたことをゲーム雑誌上で言及しており、システム面で本作が与えた影響は大きい。